# Collegio uninominale Piemonte 2 - 02 (2017)
Il collegio elettorale uninominale Piemonte 2 - 02 è stato un collegio elettorale uninominale della Repubblica Italiana per l'elezione della Camera dei deputati tra il 2017 ed il 2022.

## Territorio
Come previsto dalla legge elettorale italiana del 2017, il collegio era stato definito tramite decreto legislativo all'interno della circoscrizione Piemonte 2.
Era formato dal territorio di 56 comuni, tutti della provincia di Novara: Agrate Conturbia, Barengo, Bellinzago Novarese, Biandrate, Bogogno, Borgo Ticino, Borgolavezzaro, Briona, Caltignaga, Cameri, Carpignano Sesia, Casalbeltrame, Casaleggio Novara, Casalino, Casalvolone, Castellazzo Novarese, Castelletto sopra Ticino, Cavaglietto, Cavaglio d'Agogna, Cerano, Comignago, Cressa, Divignano, Fara Novarese, Fontaneto d'Agogna, Galliate, Garbagna Novarese, Gattico, Ghemme, Granozzo con Monticello, Landiona, Mandello Vitta, Marano Ticino, Mezzomerico, Momo, Nibbiola, Novara, Oleggio, Pombia, Recetto, Romentino, San Nazzaro Sesia, San Pietro Mosezzo, Sillavengo, Sizzano, Sozzago, Suno, Terdobbiate, Tornaco, Trecate, Vaprio d'Agogna, Varallo Pombia, Veruno, Vespolate, Vicolungo e Vinzaglio.
Il collegio era parte del Collegio plurinominale Piemonte 2 - 02.

## Eletti
| Elezione | Elezione | Deputato          | Gruppo parlamentare    |
| -------- | -------- | ----------------- | ---------------------- |
|          | 2018     | Alberto Gusmeroli | Lega - Salvini Premier |

## Dati elettorali

### XVIII legislatura
Come previsto dalla legge elettorale, 232 deputati erano eletti con sistema a maggioranza relativa in altrettanti collegi uninominali a turno unico.
| Candidati              | Candidati                   | Voti    | %     | Liste                    | Voti    | %     |
| ---------------------- | --------------------------- | ------- | ----- | ------------------------ | ------- | ----- |
|                        | Alberto Gusmeroli ✔️ Eletto | 68 688  | 45,87 | Lega                     | 38 303  | 25,58 |
| Forza Italia           | Alberto Gusmeroli ✔️ Eletto | 68 688  | 45,87 | 22 610                   | 15,10   |       |
| Fratelli d'Italia      | Alberto Gusmeroli ✔️ Eletto | 68 688  | 45,87 | 6 873                    | 4,59    |       |
| Noi con l'Italia - UDC | Alberto Gusmeroli ✔️ Eletto | 68 688  | 45,87 | 902                      | 0,60    |       |
|                        | Davide Crippa               | 37 547  | 25,08 | Movimento 5 Stelle       | 37 547  | 25,08 |
|                        | Franca Biondelli            | 34 422  | 22,99 | Partito Democratico      | 28 524  | 19,05 |
| +Europa                | Franca Biondelli            | 34 422  | 22,99 | 4 685                    | 3,13    |       |
| Italia Europa Insieme  | Franca Biondelli            | 34 422  | 22,99 | 662                      | 0,44    |       |
| Civica Popolare        | Franca Biondelli            | 34 422  | 22,99 | 551                      | 0,37    |       |
|                        | Giuseppina Muscariello      | 3 906   | 2,61  | Liberi e Uguali          | 3 906   | 2,61  |
|                        | Simone Gaiera               | 1 674   | 1,12  | CasaPound Italia         | 1 674   | 1,12  |
|                        | Giuditta Francese           | 1 026   | 0,69  | Potere al Popolo!        | 1 026   | 0,69  |
|                        | Alberto Cerutti             | 1 014   | 0,68  | Il Popolo della Famiglia | 1 014   | 0,68  |
|                        | Lorenzo Borioli             | 969     | 0,65  | Italia agli Italiani     | 969     | 0,65  |
|                        | Marco Vacca                 | 486     | 0,32  | Partito Valore Umano     | 486     | 0,32  |
| Totale                 | Totale                      | 149 732 | 100   |                          | 149 732 | 100   |
|                        |                             |         |       |                          |         |       |
| Voti non validi        | Voti non validi             | 5 461   | 3,52  |                          |         |       |
| Votanti                | Votanti                     | 155 193 | 75,53 |                          |         |       |
| Elettori               | Elettori                    | 205 466 |       |                          |         |       |